# Jørgen Thorup
Jørgen Thorup (født 2. oktober 1960) er en dansk musiker og er nok mest kendt som keyboardspiller i Shu-bi-dua i perioden 1985-2001. Efterfølgende har han turneret med Pretty Maids, sat gang i sin solokarriere og arbejdet sammen med andre musikere, f.eks. Michael Hardinger og B-Joe i fællesprojektet Hardinger Band. Jørgen har også arbejdet som producer, musiker og korsanger, f.eks. på Snapshots første og Labans tre sidste plader.
Thorup har deltaget i Dansk Melodi Grand Prix flere gange. I 1983 sang han som en del af gruppen Roberto nummeret "Aldrig igen", og i 1986 sang han nummeret "Syng en sang" som en del af gruppen Lørdagskyllingerne. Endelig deltog han i 2006 som solist med sangen "Søde gys".
Inden han kom med i Shu-bi-dua spillede han i forskellige andre bands og oplevede bl.a. at ligge på hitlisten i Portugal med bandet 1st Avenue.

## Opvækst og karriere
Jørgen Thorup er præstesøn og vokset op i og omkring København, hvor han stadig bor med sin kone, Kirsa, og deres søn Sofus (født 2003). Han er desuden onkel til den danske radio- og tv-vært Emil Thorup.
I midten af 80'erne startede han sammen med Michael Hardinger pladeselskabet Full Moon Music og driver i dag sit eget lydstudie Tunelab.
Han kom med i Shu-bi-dua fra og med 1985 og medvirkede på sin første plade med bandet, Shu-bi-dua 11. Efter at have været fast keyboardspiller for bandet i mange år, besluttede Thorup at afbryde samarbejdet med det populære band i 2001. I kølvandet på bruddet udgav Thorup bogen Femten år med Shu-bi-dua. Denne bog var stærk kontroversiel og udstillede gruppens interne skænderier og uenigheder, ikke mindst musikalsk. Gruppens forsanger Michael Bundesen sagde om bogen inden sin blodprop i 2011: "Jeg tilgiver ham aldrig".
Thorup optrådte sammen med Michael Hardinger i marts 2009 på TV2 Charlie i musikprogrammet Top Charlie for at promovere deres tre singler "Walkmand 09", "Snapshot af Danmark" og "Lissom en feber 09". De to spillede sammen under navnet Hardinger/Thorup Band en koncertrække i 2009 og 2010.
I 2002 lagde han stemme til de danske versioner af Bryan Adams' sange i tegnefilmen Spirit: Hingsten fra Cimarron.
De senere år har Thorup mest turneret med 5-mandsgruppen Hardinger Band.
I 2011 udkom Thorups tredje soloalbum, Good company for the dog, som modtog fire ud af seks stjerner i musikmagasinet GAFFA.
I 2013 udgav han nummeret "Happy Song" med en musikvideo, med Peter Busborg (ukulele og kor), Jens Rugsted (bas og guitar), Øyvind Ougaard (harmonika) og Emil Thorup (fløjt og kor).

## Diskografi

### Soloalbum
- 2004 Free Man
- 2007 Kommer du med
- 2011 Good company for the dog

### Med Shu-bi-dua
- Shu-bi-dua 12, 1987
- Shu-bi-dua 13, 1992
- Shu-bi-dua 14, 1993
- Shu-bi-40, 1993
- Shu-bi-dua 15, 1995
- Shu-bi-du@ 16, 1997
- Shu-bi-dua 17, 2000

### Jørgen Thorup og Michael Hardinger
- 1988 Kuntoman
- 1988 Vi ku' ikke la' vær
- 2017 Sym-fo-19